# ニチシノン
ニチシノン（Nitisinone、略称：NTBC）は、高チロシン血症I型の治療薬である。米国で1991年に承認されてから、肝移植に代わって治療の第一選択肢となった。似た病態であるアルカプトン尿症の治療に対する効果も研究されている。初めは除草剤として開発されていた。

## 効能・効果
ニチシノンは高チロシン血症I型の治療薬として、チロシン制限食と共に用いられる。
1991年に米国で承認されて以来、肝移植に代わってI型高チロシン血症治療の第一選択肢となった。日本でも厚生労働省の「医療上の必要性の高い未承認薬・適応外薬検討会議」で必要性が高いと判断されて製薬企業に開発が依頼され、2014年12月に承認された。

## 作用機序
ニチシノンの作用機序は、4-ヒドロキシフェニルピルビン酸ジオキシゲナーゼ（HPPD）の可逆的阻害である。マレイルアセト酢酸およびフマリルアセト酢酸の生成が阻害され、肝および腎障害性を持つスクシニルアセトンの生成が抑制される。肝・腎障害は高チロシン血症I型の主要な症状である。
またアルカプトン尿症はホモゲンチジン酸ジオキシゲナーゼ（HGD）の異常であり、ホモゲンチジン酸（HGA）を体内で分解することができなくなる。患者にニチシノンを投与するとHPPDが阻害され、HGA生成の最初の段階が妨げられてHGAの尿中排泄量が95%低下する。罹患期間の長い患者に発現する組織褐変症の予防効果について、臨床試験が進行中である。

## 副作用
ニチシノンにはいくつかの副作用が知られている。腹部膨満、暗色尿、腹痛、倦怠感、頭痛、明色便、食欲不振、体重減少、悪心、嘔吐、眼黄変、黄疸である。日本の添付文書に明記されている重大な副作用は、眼障害、血小板減少症、白血球減少症、顆粒球減少症である。

## 研究開発
アルカプトン尿症モデルマウスにニチシノンを投与すると、膝軟骨の組織褐変症が抑止された。対照的に、ニチシノンを投与されなかったマウスでは全例が組織褐変症を発症した。
アルカプトン尿症の患者にニチシノンを投与すると、患者のホモゲンチジン酸の尿中排泄量が95%減少することが示された。アルカプトン尿症に伴う組織褐変症の治療に対する一連の研究が実施されている。研究の結果によっては、アルカプトン尿症への適応申請がなされる可能性がある。
ニチシノンの有効性は、DevelopAKUreと呼ばれる一連の国際共同治験で示されている。欧州でアルカプトン尿症に対する臨床試験が実施される予定がある。
ニチシノンはマウスにおいて眼および皮膚色素を増加させたため、アルビノの治療薬となる可能性がある。

## 開発の経緯
ニチシノンは当初、HPPD阻害剤系除草剤として開発されていた。HPPDは動植物においてチロシンの異化に必須の酵素である。植物の場合、この過程を阻害する事でクロロフィルの破壊が起こり、植物は枯死する。除草剤の毒性学的研究で、ラットおよびヒトのHPPD阻害作用が発見された。
高チロシン血症I型では、チロシンを分解する別の酵素であるフマリルアセト酢酸加水分解酵素（FAAH）が変異し活性を失い、体内に有害物質が生成する。FAAHはチロシン分解の工程でHPPDの次に作用するので、HPPD阻害剤を高チロシン血症I型の治療に用いることができると予想された。一連の小規模臨床試験が実施されてニチシノンが見出され、希少疾病用医薬品に指定された。